# Fynn Henkel
Fynn Henkel (Berlin, 1996. október 11. – Budapest, 2015. augusztus 17.) német színész.

## Élete
Fynn Henkel gyerekkora óta színészkedett, több német filmben szerepelt. A leghíresebb szerepe az ARD által gyártott Nálatok laknak állatok? című sorozatban volt. Élete utolsó éveiben Pécsett tanult, cserediákként került Magyarországra. UNESCO-nagykövet is volt. 
2015. augusztus 17-én a Sziget Fesztiválon sátorozott tiltott területen, mikor a vihar miatt egy leszakadt faág rázuhant. A kiérkező mentősök nem tudták megmenteni az életét.

## Filmográfia
| Év        | Magyar cím                | Eredeti cím           | Szerep           | Megjegyzés                     |
| --------- | ------------------------- | --------------------- | ---------------- | ------------------------------ |
| 2013      | Kéményseprők testvérisége | Die schwarzen Brüder  | Giorgio          |                                |
| 2014      |                           | Be My Baby            | Michi            |                                |
| 2014      |                           | 16 über Nacht!        | Daniel           | tévéfilm                       |
| 2010–2015 | Nálatok laknak állatok?   | Tiere bis unters Dach | Jonas Grieshaber | televíziós sorozat (31 epizód) |